# Jerzy Rowiński
Jerzy Rowiński (ur. 9 czerwca 1948, zm. 28 listopada 2023) – polski dziennikarz muzyczny.
Od 1973 r. współpracował z Polskim Radiem. W latach 70. i 80. prowadził popularne audycje Studio Stereo, Studio Gama, Magazyn Muzyczny Rytm oraz razem z Tadeuszem Deszkiewiczem Muzyka nocą. W późniejszych latach pracował w Radiu dla Ciebie i POPRadiu, współtworząc m.in. audycje Piosenki na życzenie, Lekka nuta klasyki, To było grane – Przeboje 4 dekad, Muzyczne wspomnienia Jurka Rowińskiego i Filharmonia RDC.
Pochowany został na cmentarzu parafialnym w Piasecznie przy parafii rzymskokatolickiej pw. Św. Anny (sektor I, rząd 4, numer 20).